# Knallfunkensender

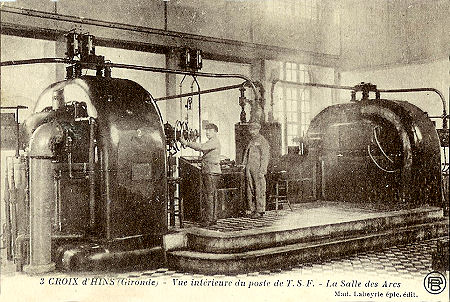
Maschinenhalle des Knallfunkensenders Lafayette

Ein Knallfunkensender (oder Knarrfunkensender) ist eine historische Bauform einer Sendeanlage und eine der ersten technisch realisierten Hochfrequenzsender. Er heißt so, weil beim Senden eine Funkenstrecke und ein knarrendes oder knallendes Geräusch entsteht; auf diese Bauform geht die noch gebräuchliche Bezeichnung „funken“ für die drahtlose Übertragung von Informationen zurück. Knallfunkensender dienten dazu, Nachrichten als Funktelegramme in Form von Morsezeichen im Rahmen der Funktelegrafie drahtlos zu übermitteln. Dem italienischen Funkpionier Guglielmo Marconi gelang 1897 am Bristolkanal, mittels Knallfunkensender, die drahtlose Überbrückung von ca. 6 km. 1901 gelang ihm mittels gleicher Sendetechnik die erste Funkverbindung zwischen Nordamerika und Europa über den Nordatlantik. Im Jahre 1909 bekamen Marconi und Ferdinand Braun, der grundsätzliche technische Voraussetzungen für die Leistung der Sender Marconis schuf, „als Anerkennung ihrer Verdienste um die Entwicklung der drahtlosen Telegraphie“ den Nobelpreis für Physik.
Diese erste Form der Informationsübermittlung nannte man „Funken-Telegraphie“ oder abgekürzt FT. Die deutsche Firma Telefunken leitete davon 1903 ihren Namen ab. Erster und wichtigster Förderer der neuen Technologie war das Militär. Der Knallfunkensender wurde 1906 zum ähnlich aufgebauten Löschfunkensender weiterentwickelt.

## Wirkungsweise

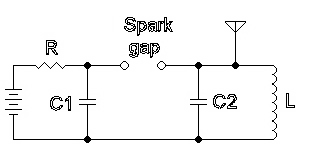
Prinzipschaltung eines Knallfunkensenders

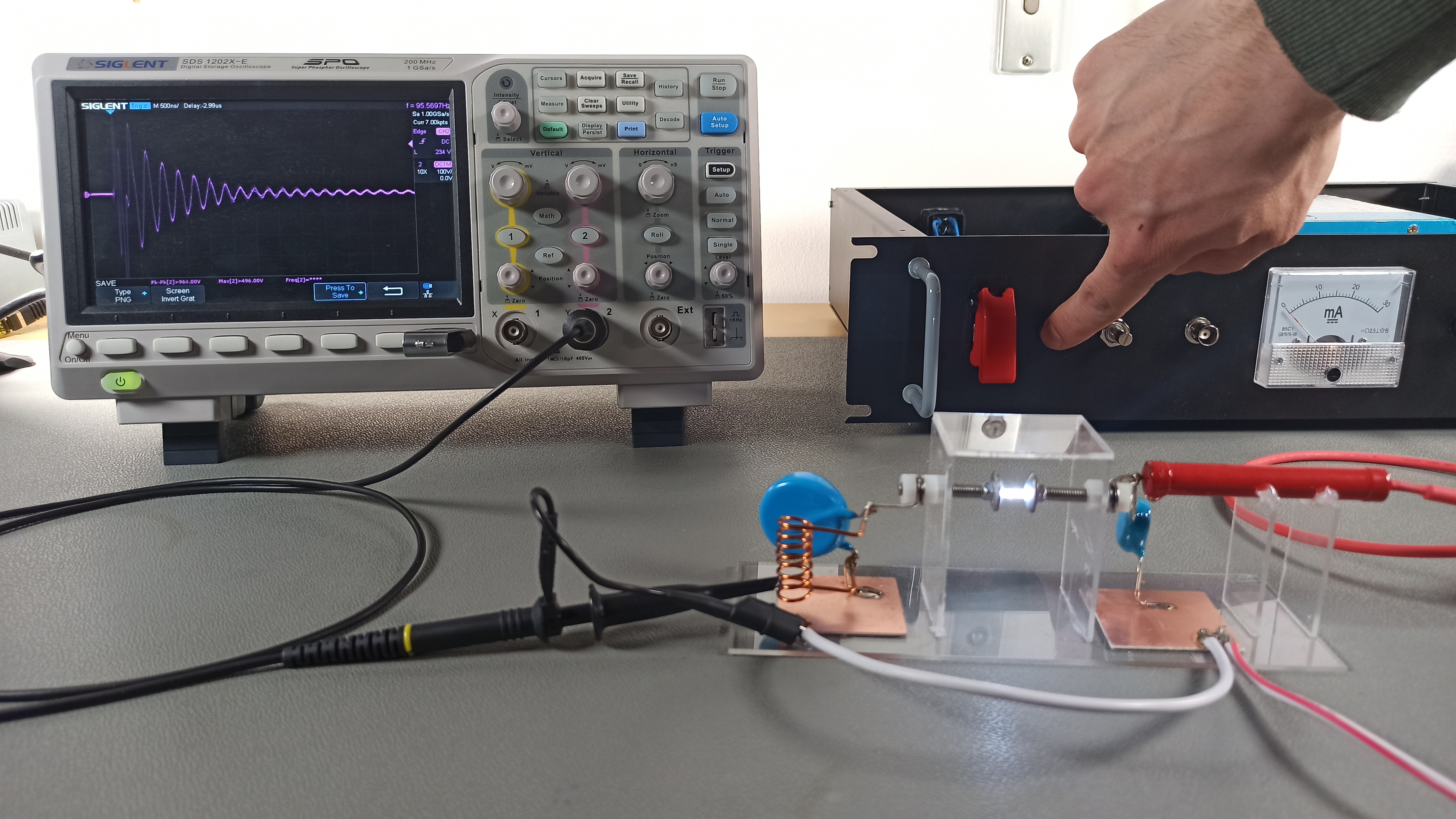
Knallfunkensender aufgebaut aus modernen Komponenten. Die gedämpfte Ausgangsschwingung ist auf dem Oszilloskop deutlich erkennbar.

Die Wirkungsweise gleicht den von Heinrich Hertz gemachten Experimenten bei der erstmaligen Erzeugung von Funkwellen. Siehe hierzu Hertzscher Oszillator.
In der rechts dargestellten, vereinfachten Prinzipschaltung wird der Kondensator C1 über den Vorwiderstand R zur Strombegrenzung auf Hochspannung von einigen kV bis zu 100 kV aufgeladen. Der Ladevorgang wird durch das Zünden der Funkenstrecke beendet, es findet eine Funkenentladung in den Parallelschwingkreis bestehend aus C2 und einer Spule L statt. Der auf eine bestimmte Resonanzfrequenz über die Werte von C2 und L abgeglichene Schwingkreis gibt einen Teil der Energie als gedämpfte Schwingung an die Antenne ab. Bei der Entladung entsteht ein lauter Knall wie beim Blitz, wovon sich der Name dieses Sendertyps ableitet.
Um zu vermeiden, dass bei hoher Funkenfolge ein Lichtbogen stehen bleibt, wurden Löschfunkenstrecken entwickelt, die durch Entionisierung und Kühlung verloschen.
Valdemar Poulsen schließlich entwickelte den ähnlich aufgebauten Lichtbogensender, der aufgrund der kontinuierlichen Schwingungserzeugung bessere Eigenschaften aufwies und die Nachteile der Knallfunkensender überwand.

## Nachteile
In den 1920er Jahren wurden Knallfunkensender verboten, da sie durch die große Bandbreite des erzeugten Signals den Empfang anderer Sender störten. Sobald die Funkenstrecke zündet, sinkt die Frequenz wegen der Parallelschaltung der beiden Kondensatoren C1 und C2. Nach Verlöschen der Funkenstrecke steigt die Sendefrequenz, weil nur noch C2 mit der Spule verbunden ist. Ein weiterer Grund für die große Bandbreite liegt darin, dass Funken prinzipiell gegenüber der Sinusform ein stark verzerrtes und damit breitbandiges Signal erzeugen. Dies kann man leicht bei den knisternden Störgeräuschen von Gewitterblitzen im Radio auf Lang-, Mittel- und Kurzwelle hören. Dazu kommt, dass bei dieser Sendetechnik der Schwingkreis jeweils nur kurze Zeit angestoßen wird, wodurch nur eine Folge gedämpfter Schwingungen erzeugt wird.